# Marta Unzué Urdániz
Marta Unzué Urdániz   (Pamplona, 4 de juliol de 1988) és una jugadora de futbol espanyola, ja retirada. Va jugar com a migcampista o ocasionalment com a defensa a l'Athletic Club de Bilbao després de jugar una dècada al FC Barcelona de la Primera Divisió femenina de futbol d'Espanya.
La seua germana bessona, Elba Unzué, va arribar al FC Barcelona al mateix temps que Marta, però va deixar el club després de quatre temporades. És neboda d'Eusebio Unzué, director del Movistar Team, i de Juan Carlos Unzué, entrenador de futbol, i que també va ser jugador de l'Osasuna i del Barça.

## Carrera en clubs
Nascuda a Pamplona, va jugar al Club Atlético Osasuna entre 2003 i 2006, quan fa fitxar pel FC Barcelona. Durant la seva presència en el club blaugrana va viure el descens a Segona Divisió de la temporada 2006/07, i el posterior ascens i l'inici de l'època daurada del club, conquerint quatre lligues consecutives i quatre Copes de la Reina. Es va convertir en la capitana de l'equip després que Vicky Losada deixara el club en 2015. Va mantenir la capitania dos anys.
El 24 de juliol de 2018, es va acordar un acord per a que Unzué, de 30 anys, s'unís a l'Athletic Club de Bilbao en una cessió per dos anys.
Al final de la cessió, l'abril de 2020, va anunciar la seva sortida del FC Barcelona després de 14 anys amb el club per transferir-se definitivament a l'Athletic. Va marxar sent la segona jugadora amb més aparicions de tots els temps a Barcelona amb 360 després de Melanie Serrano. Després de dos anys sense poder jugar per problemes físics al juliol de 2025 va anunciar la seva retirada.

## Internacional
Va ser internacional amb la Selecció femenina de futbol del País Basc.

## Palmarès

### Campionats estatals
| Títol            | Club         | País    | Any     |
| ---------------- | ------------ | ------- | ------- |
| Copa de la Reina | FC Barcelona | Espanya | 2011    |
| Primera Divisió  | FC Barcelona | Espanya | 2011-12 |
| Primera Divisió  | FC Barcelona | Espanya | 2012-13 |
| Copa de la Reina | FC Barcelona | Espanya | 2013    |
| Primera Divisió  | FC Barcelona | Espanya | 2013-14 |
| Copa de la Reina | FC Barcelona | Espanya | 2014    |
| Primera Divisió  | FC Barcelona | Espanya | 2014-15 |
| Copa de la Reina | FC Barcelona | Espanya | 2017    |
| Copa de la Reina | FC Barcelona | Espanya | 2018    |